# Claire de La Rochefoucauld
Claire de La Rochefoucauld, née le 24 janvier 1972, est une réalisatrice et productrice française de télévision.

## Biographie
Claire de La Rochefoucauld est la fille du réalisateur Jean-Dominique de La Rochefoucauld (mort en 2011), et de la productrice Michelle Podroznik. Elle a une sœur, Sophie de La Rochefoucauld, qui est comédienne — elle incarne Mary Lester dans la série, et qui est également directrice d'acteurs.
En 2024, Claire devient réalisatrice référente sur Plus belle la vie, encore plus belle, la suite de la série, désormais diffusée sur TF1.

## Filmographie

### Production
- 2022 : Plus belle la vie (saison 18)

### Réalisation

#### Séries télévisées
- 2006-2009 : P.J.
- 2007-2009 : Avocats & associés
- 2009-2021 : Plus belle la vie (saisons 5 à 17)
- 2010-2011 : Commissaire Magellan
- 2012-2013 : R.I.S. Police scientifique
- 2014-2015 : Famille d'accueil
- 2015 : Camping paradis
- 2024 : Plus belle la vie, encore plus belle (saison 1)

#### Téléfilms
- 2009 : Pour ma fille
- 2010 : Quand l'amour s'emmêle
- 2014 : Vogue la Vie!
- 2019 : Les Secrets du château

### Assistante réalisatrice

#### Séries télévisées
- 2000 : P.J.
- 2003-2004 : Les Cordier, juge et flic
- 2003 : Boulevard du Palais
- 2004 : Joséphine, ange gardien

#### Téléfilms
- 2002 : Les Sarments de la révolte
- 2003 : Lagardère
- 2003 : L'Affaire Martial
- 2003 : La Faux